# 61 г. пр.н.е.
61 (шестдесет и първа) година преди новата ера (пр.н.е.) е година от доюлианския (Помпилийски) римски календар.

## Събития

### В Римската република
- Консули на Римската република са Марк Пупий Пизон Фруги Калпурниан и Марк Валерий Месала Нигер.
- Преди да завърши преторството си и да замине за провинциите Юлий Цезар заема от Марк Крас 830 таланта, за да уреди частично огромните си дългове.[1]
- Цезар е управител на Далечна Испания, където ръководи няколко успешни кампании срещу местни племена и е приветстван от войниците си като император (почетна титла на победоносен пълководец).[1]
- 28 и 29 септември – третият триумф на Помпей Велики за победите му на изток (над пиратите, Митридат, Тигран II и т.н.).[2]

## Родени
- Птолемей XIII, фараон на Египет (умрял 47 г. пр.н.е.)

## Починали
- Квинт Лутаций Катул (консул 78 пр.н.е.), римски политик (роден ок. 120 г. пр.н.е.)